# Вербицький Юрій Тарасович

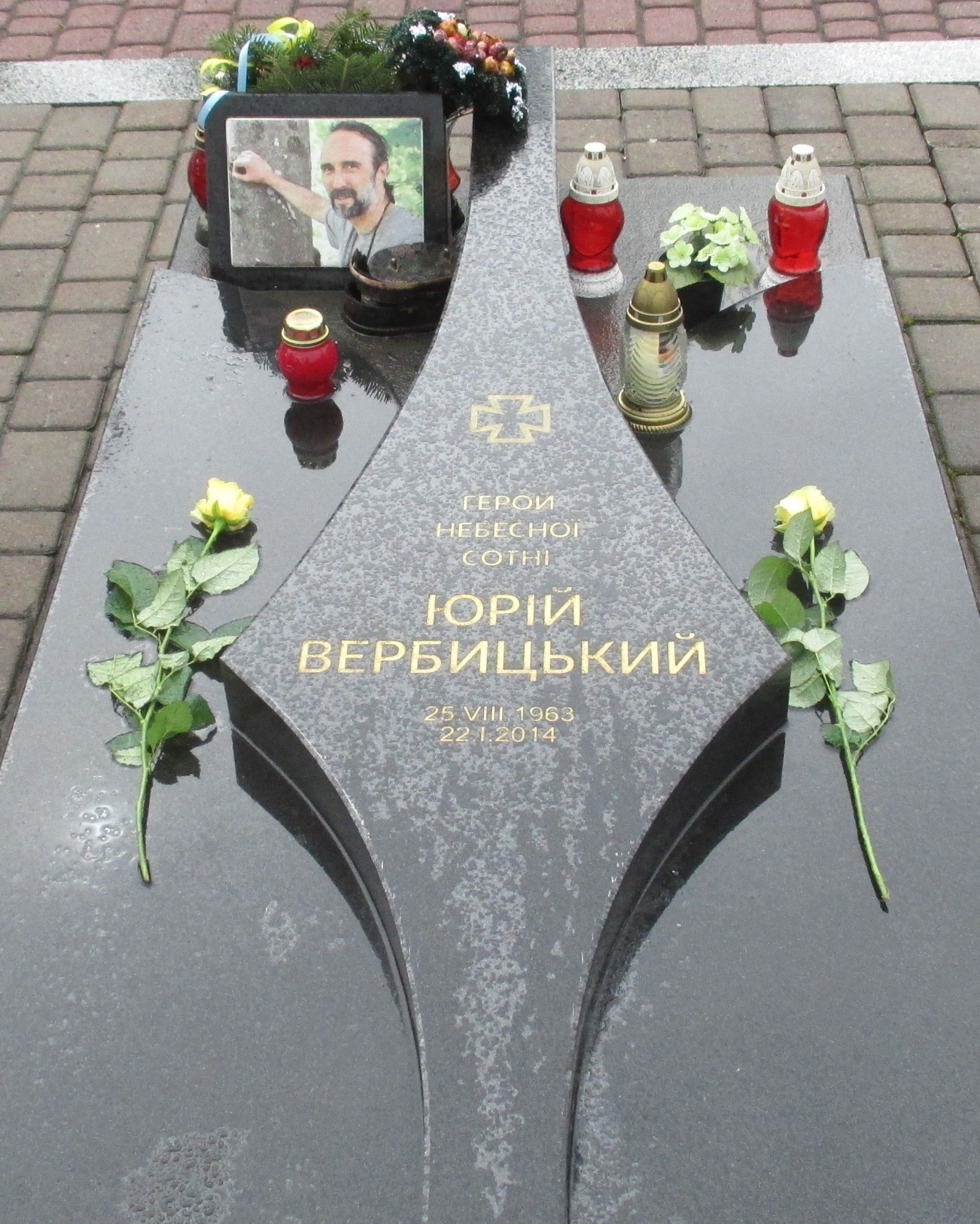
Надгробок Вербицького на полі почесних поховань Личаківського цвинтару у Львові

Юрій Тарасович Вербицький (25 серпня 1963, Львів, Українська РСР, СРСР — 21 або 22 січня 2014, біля с. Гнідин, Бориспільський район, Київська область, Україна) — Герой України (2014, посмертно), український сейсмолог, кандидат наук. Син українського геофізика Тараса Вербицького, брат сейсмолога Сергія Вербицького (кандидат фізико-математичних наук). Активіст та учасник Євромайдану. Викрадений разом з Ігорем Луценком невідомими 21 січня 2014 року і вбитий після катувань.

## Життєпис
Народився в родині геофізика Тараса Зиновійовича Вербицького та Тетяни Василівни Борачок. Мав старшого брата Сергія, 1958 року народження.
1985 року закінчив факультет геодезії Львівського політехнічного інституту. З 1994 року працював у відділі сейсмічності Карпатського регіону Інституту геофізики НАН України, Львів. У 2013 році захистив дисертацію на тему «Методичні та прикладні аспекти комплексного банку геофізичної інформації Карпатського регіону» і здобув науковий ступінь кандидата фізико-математичних наук. Займався створенням апаратури і програмного забезпечення геофізичних і сейсмічних досліджень. Захоплювався програмуванням, що стало важливою частиною в його житті. Написав понад сотню програм, багато з яких використовуються на сейсмічній станції у Львові, а також на всіх станціях спостереження в карпатських горах.
Захоплювався альпінізмом; дуже любив гори, у Львові був знаним альпіністом, мав І розряд з альпінізму, долав маршрути найвищої категорії складності на Кавказі. Був прихильником здорового способу життя, займався спортом. Його старший брат Сергій та знайомі описували його як добру, неконфліктну, добросусідську та порядну людину. 1988 року у Юрія народилася донька Уляна.
В житті був добрим і неконфліктним чоловіком, а ще – добросусідською і дуже порядною людиною. Любив фотографувати, а також слухати рок-музику.
Незважаючи на те, що Юрій у житті був аполітичною людиною, в середині січня 2014 року він спеціально взяв відпустку на роботі за власний рахунок і поїхав у Київ на Майдан.

### Євромайдан
Після переїзду до столиці регулярно приходив на Майдан і підтримував протестувальників. Ночами чергував на барикадах Майдану, коли було найменше людей. Казав, що рішення приїхати було свідоме. Чергував усю ніч, очікуючи на можливий штурм «беркуту», аж поки не починало ходити метро і не підтягувалися кияни. Юрій ходив на розмови з силовиками та представниками антимайдану, намагаючись із ними поговорити, переконати. Старший брат Юрія Сергій згадує:

| «Він був неагресивний. Абсолютно толерантний і поміркований. Неодноразово казав, що не може нічого «рубати з плеча». Ми навіть з ним сперечалися через це. Був хорошою людиною. До патології чесним. Якщо він в чомусь був переконаний, то максимально толерантно намагався пояснити це опонентам.» |
Востаннє приїхав до Києва 18 січня перед Водохрищем. Тоді брат вмовляв його лишитися на свято, на що Юрій відповів, що має їхати, бо «якщо люди не будуть масово виходити, то є велика ймовірність того, що Майдан розженуть».

### Викрадення
Десь між 2 і 3-ю годиною ночі був поранений у ліве око уламками світло-шумової гранати. 21 січня 2014 року Юрія Вербицького разом з Ігорем Луценком викрали з приміщення офтальмологічного відділення Олександрівської лікарні у Києві. До лікарні з Будинку профспілок його привіз Ігор Луценко для надання медичної допомоги через травму ока. Перед викраденням зателефонував доньці Уляні, яка пізніше залефонувала Сергію. Між ними відбулося ще дві розмови, в ході яких Юрій сказав брату, що йде до авто, яке має завезти його у лікарню, а під час останньої повідомив, що заходить у кабінет лікаря. Останньою людиною, з якою розмовляв Юрій, була його донька Уляна. За словами Луценка, викрадачів було десятеро, їх найняла Партія Регіонів, щоб чинити безлад у столиці під час Євромайдану. Викрадачі розшукували постраждалих протестувальників у київських лікарнях, щоб із ними жорстоко розправлятися. Ігор Луценко повідомив, що
|  | ... нас із цим чоловіком, його звали Юрій, скрутили, побили і кинули до чорного мікроавтобуса, який на великій швидкості рушив у бік лісу. Там нас спочатку разом допитували з елементами насилля, а потім розтягнули по різних кінцях лісу і обробляли окремо. Я лише чув, що дуже сильно пресують цього Юрія. Чому його, а не мене? Бо він виявився зі Львова, а для цих людей, за їхніми ж словами, це особлива каста ворогів. Тому за нього взялися, так би мовити, найбільш охочі люди. Мною, порівняно з ним, практично не займалися. Все це тривало хвилин 40, годину. Потім нас знову погрузили в автобус і кудись відвезли з мішками на голові ... |

За словами Луценка, викрадачі професіонально займалися побиттям людей і їх професіоналізм у проведенні допитів свідчив про стиль міліціонерів.
Подібне викрадення намагалися вчинити міліціонери та «Беркут» і 22 січня 2014 р. під лікарнею швидкої допомоги в Києві, де вони чатували на поранених активістів, яких туди привозять швидкі. Бандити після викрадення Вербицького та Луценка вивезли мікроавтобусом до лісу, де почали їх допитувати. Коли тітушки дізналися, що Юрій зі Львова, а отже і «бандерівець», почали його бити та катувати з особливою жорстокістю. Коли на вулиці почало світати, між 6-ю і 7-ю годиною ранку, злочинці знову завантажили побитих майданівців у мікроавтобус і кудись повезли. Викрадених і побитих майданівців привезли у гараж, у якому продовжували катувати впродовж наступних 6—8 годин. Після прибуття журналістів до лікарні швидкої допомоги бандити швидко втекли на своїх автобусах без державних номерів.
22 січня 2014 року тіло Вербицького було знайдено на околицях с. Гнідин Бориспільського району Київської області зі слідами тортур. Викрадачі викинули тіло Вербицького в ліс без куртки. Активісту Євромайдану було завдано надзвичайно тяжких травм: зламана ліва рука, переламано 11 ребер, перелом тіла грудини в 4-му міжребер'ї з внутрішнім крововиливом, закрита травма грудної клітки,травми внутрішніх органів. У ту ніч температура опустилася до -10 градусів. Шансів вижити в Юрія не було. Брат Юрія упізнав його тіло у морзі Борисполя.
23 січня 2014 року Львівська міська рада надала родині загиблого всю необхідну допомогу з організації поховання. В той день було оголошено жалобу, а на будівлях міста вивішено державні прапори України з траурними стрічками. Попрощатися з Юрієм прийшли тисячі львів'ян – від керівників міста та області, друзів, знайомих до простих городян, які раніше навіть його не знали. 
Похований на Личаківському цвинтарі у Львові.

## Розслідування
22 серпня 2020 року в ДБР заявили, що завершили розслідування вбивства Вербицького, заарештувавши двох осіб, що підозрюються у злочині. Їм також інкримінуються щонайменше 6 інших звинувачень.
16 квітня 2021 року Бориспільський міськрайонний суд Київської області засудив на 9 років позбавлення волі Олександра Волкова як одного з викрадачів Луценка і визнав винним у викраденні та вбивстві Вербицького. За словами Луценка, в СІЗО у цій справі перебувало троє осіб, крім них, під судом один — очно, інші два — заочно. Також він наголосив, що більшість викрадачів, організаторів і спонсорів цього злочину зараз переховуються в РФ. 8 серпня того ж року суд не продовжив запобіжний захід підозрюваним у викраденні та катуванні активістів, відтак Сергій Мисливий та Іван Новотний вийшли на волю. На сьогодні слідство встановило, що винними в даному злочині є щонайменше 15 осіб.
21 січня 2022 року заступник голови управління ДБР у справах Майдану Артем Яблонський у ході пресконференції «8-ма річниця вбивства перших героїв Небесної Сотні і фактичний початок російської агресії» повідомив, що ДБР встановило першого вбитого активіста Майдану 2014 року. Експертизи підтвердили, що першою жертвою став Юрій Вербицький.
3 квітня 2023 року Шевченківський районний суд Києва визнав винним у викраденні активіста й учасника Революції гідності Юрія Вербицького Олександра Медведя, який, за версією прокуратури, є «тітушкою» — одним із виконавців викрадення Юрія Вербицького.
Суд призначив Медведю 5 років позбавлення волі, але у зв'язку з закінченням строків давності справи Медведя звільнили від покарання. Також суд постановив стягнути з Медведя на користь іншого потерпілого в цій справі, Ігоря Луценка, 248 тисяч гривень. Олександр Медвідь у залі суду заявив, що він не вважає себе винним і рішенням суду не задоволений, буде подавати апеляцію. Прокурор теж не задоволений рішенням суду і буде його оскаржувати.

## Вшанування пам'яті
- 23 січня 2014 року в Тернополі з'явилась площа Героїв Євромайдану.
- 24 січня 2014 року мешканці с. Гнідин на місці, де було знайдено тіло Юрія Вербицького, встановили хрест.
- 6 березня 2014 року Гнідинська сільська рада Бориспільського району перейменувала провулок Леніна на вулицю Юрія Вербицького.
- 15 травня 2014 року Львівська міська рада назвала сквер на вул. Коломийській, 15 іменем Юрія Вербицького.
- 1 грудня 2014 року на фасаді львівської середньої загальноосвітньої школи № 27 на вулиці Свєнціцького, 15, де навчався Юрій Вербицький, було відкрито меморіальну таблицю[22].
- 19 червня 2015 року Львівська міська рада присвоїла його ім'я середній загальноосвітній школі № 27, де навчався Юрій Вербицький[23].
- Львівський гірський клуб «Екстрем», членом якого був Юрій Вербицький, у рамках ініціативи «Герої України на вершинах світу» планує назвати іменем Юрія Вербицького безіменну вершину на теренах Східного Кавказу. Ініціативу львів'ян вже підтримали їхні грузинські колеги[24].
- В листопаді 2015 року в львівській школі № 27 відкрито музей Юрія Вербицького[25].

### Нагороди
- Звання Герой України з удостоєнням ордена «Золота Зірка» (21 листопада 2014, посмертно) — за громадянську мужність, патріотизм, героїчне відстоювання конституційних засад демократії, прав і свобод людини, самовіддане служіння Українському народу, виявлені під час Революції гідності[2].
- Медаль «За жертовність і любов до України» (УПЦ КП, червень 2015) (посмертно)[26].